# Bergpieper
De bergpieper (Anthus hoeschi) is een soort zangvogel uit de familie piepers en kwikstaarten van het geslacht Anthus.

## Verspreiding en leefgebied
Deze soort komt voor in Lesotho en Zuid-Afrika, waarschijnlijk in Botswana, Congo-Kinshasa, Namibië en Zambia.